# Hayko
Hajko Hakobjan (armeniska: Հայկո Հակոբյան), med artistnamnet Hayko, född 25 augusti 1973 i Jerevan, död 29 september 2021 i Jerevan, var en armenisk sångare som representerade sitt land i Eurovision Song Contest 2007 i Helsingfors, Finland. I finalen hamnade Hayko på åttonde plats. Hayko avled i covid-19 den 29 september 2021, 48 år gammal.